# Säter
Säter er en lille by i Säters kommun i det sydlige af Dalarnas län i Sverige. I 2010 var indbyggertallet 4.429.
Byn er kendt for den i nærheden beliggende Säterdalen, en af Sveriges største kløfter - bl.a. beskrevet i 1849 av H.C. Andersen i bogen "I Sverrig".
Säter er også kendt for at have en velbevaret bymidte med mange gamle træhuse. I 1912 åbnede i Säter et psykiatrisk hospital, der i sin tid var et af Sveriges største af sin slags. Hvert år bliver der i Säter også organiseret store konkurrencer i triatlon.